# Все мои друзья мертвы (фильм, 2020)
«Все мои друзья мертвы» (пол. Wszyscy moi przyjaciele nie żyją) — польская чёрная комедия режиссёра Яна Белцля, снятая для платформы Netflix в 2020 году.

## Сюжет
Утром первого января парочка полицейских (немолодой инспектор и стажёр) прибывают на место преступления в загородный дом, где в Новогоднюю ночь произошло массовое убийство. Копам остаётся только гадать, что же было на студенческой вечеринке, которая превратилась в кровавую бойню. Оказывается, виной всему — череда нелепых случайностей и трагично-комичных ситуаций.

## В ролях
| Актёр/актриса      | Роль                                      |
| ------------------ | ----------------------------------------- |
| Михал Мейер        | полицейский-стажёр Гжегож Домбровский     |
| Адам Воронович     | инспектор Квасьневский                    |
| Юлия Венява        | Анастасия                                 |
| Никодем Розбицкий  | Павел                                     |
| Конрад Жигадло     | Даниэль                                   |
| Адам Турчик        | «рэпер» Джордан                           |
| Войцех Лозовский   | ловелас Дариуш                            |
| Моника Кживковская | подруга Павла Глория                      |
| Матеуш Венцлавек   | фотограф Филип                            |
| Катажина Хойнацкая | девушка Даниэля Анджелика                 |
| Яссин Фадель       | француз Жак                               |
| Александра Писула  | сестра Даниэля Оливия                     |
| Камиль Пиотровский | владелец дома Марек                       |
| Адам Бобик         | доставщик пиццы                           |
| Томаш Кароляк      | начальник доставщика пиццы (голос, камео) |

## Отзывы
Фильм получил крайне смешанные отзывы критиков, равно как и зрителей. Одна из рецензий даже вышла под заголовком «2020-й год был настолько плох, что просто был обязан окончиться премьерой такого фильма». Некоторые зрители не оценили чёрный юмор, но в свою очередь похвалили актёрскую игру Моники Кживковской.